# Сугул
Сугул (рос. Сугул) — село Чойського району, Республіка Алтай Росії. Входить до складу Паспаульського сільського поселення.
Населення — 64 особи (2015 рік).